# Fiordo Igutsaat
El fiordo Igutsaat, también conocido como fiordo Igutsait, es un fiordo en la costa del Rey Federico VI, municipio de Kujalleq, al sur de Groenlandia.
En este fiordo, así como en el vecino Kangerluluk, se han encontrado yacimientos de minerales raros.

## Geografía
El fiordo Igutsaat se extiende en dirección este-oeste durante unos 35 km entre Avaqqat Kangerluat al norte y el fiordo Kangerluluk al sur. Tiene una estructura muy similar a la del vecino Kangerluluk, pero es más corto. Al este, el fiordo se abre al océano Atlántico Norte, entre el cabo Olfert Fischer al el sur y el cabo Herluf Trolle al norte. El fiordo se ensancha en su parte media y presenta un gran glaciar activo en su cabecera y en sus laderas.
Uummannaarsuk —que no debe confundirse con Uummannaarsuk frente a la desembocadura del Avaqqat Kangerluat, 15 km más al norte— es una pequeña isla ubicada a unos 2,8 km al noreste del cabo Olfert Fischer, la punta en el lado sur de la desembocadura del fiordo.
El yacimiento arqueológico paleoesquimal de Igutsaat se encuentra en la orilla, a la entrada del fiordo, en su lado norte.

### Montañas
Hay altas montañas que se elevan a ambos lados del fiordo; la cordillera Kangerluluk (Kangerluluk Bjerge) se extiende a lo largo del lado sur de este a oeste y alcanza alturas de 1291 m (1411,9 yd) por encima del término del glaciar, y sus cumbres más altas se elevan más hacia el oeste. La cordillera que flanquea el fiordo en el lado norte tiene un pico que alcanza una altura de 1728,8 m (1890,6 yd) que se eleva más hacia el interior por encima del glaciar en su cabecera en 61°15′20″N 43°26′9″O / 61.25556, -43.43583.